# Peugeot 205

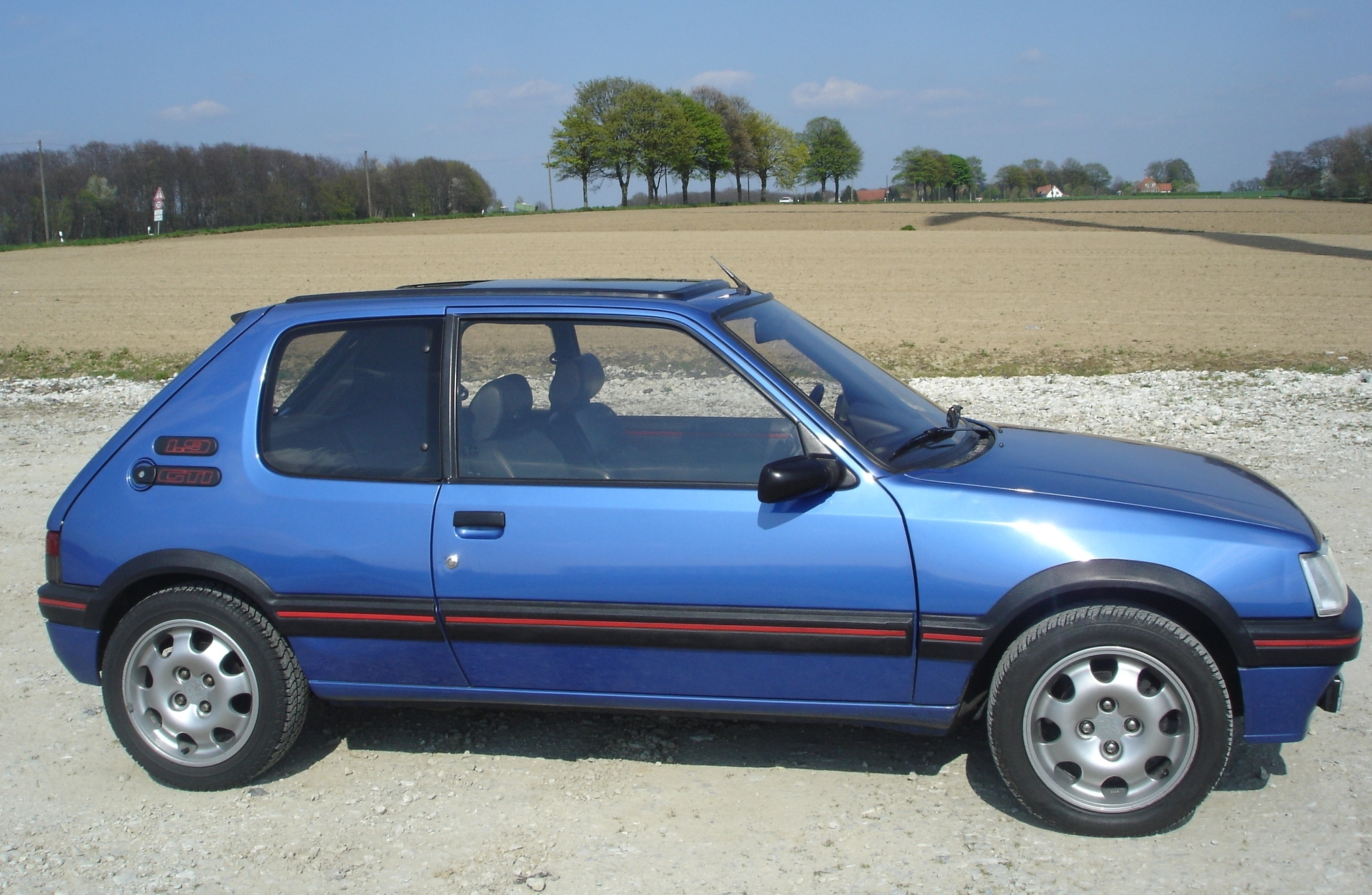
Peugeot 205 GTI

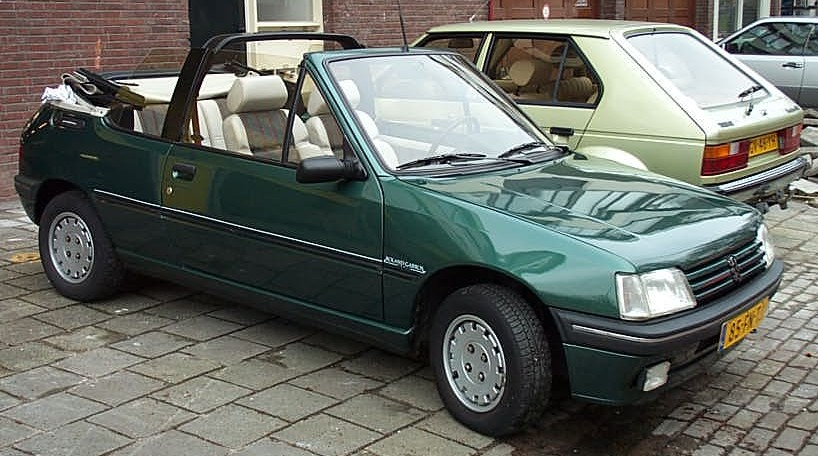
Peugeot 205 cabriolé (1993).

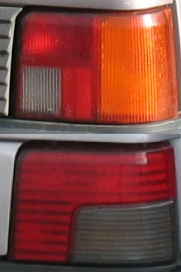
En el recuadro superior aparecen las luces traseras de primera fase del modelo, que fueron reemplazadas en el año 1991 por la segunda fase, la que aparece abajo (en algunos países de Hispanoamérica, fue en 1992).

El Peugeot 205 es un automóvil de turismo del segmento B producido por el fabricante francés Peugeot entre los años 1983 y 1999. Es un hatchback de tres y cinco puertas, aunque también hubo una versión cabriolé de dos puertas y una versión furgoneta.

## Historia
Antes de iniciarse la producción del 205, Peugeot era considerado el fabricante de vehículos más conservador de las tres marcas más grandes de Francia, (Citroën, Peugeot y Renault), produciendo grandes berlinas, como el 504 y el 505. 
La idea del 205 empezó en 1978, cuando Peugeot compró la marca Simca, que tenía la experiencia necesaria en hacer vehículos pequeños. Los primeros 205 franceses usaban el motor Douvrin DU del antiguo Peugeot 104, a pesar de que después estos fueran reemplazados por los nuevos motores XU y TU, diseñados por PSA. 
En España (y en virtud a acuerdos arancelarios que exigían una determinada cuota de componentes nacionales) las primeras series de 205 previas a la introducción de motores TU incorporaron motores Simca/Talbot fabricados en la planta de Villaverde (Madrid), donde se ensamblaron los 205 españoles, dando así lugar a modelos exclusivos del panorama español. De hecho, lo que diferencia al 205 español del francés, en esa primera época, es que al tener que montar los motores fabricados en Villaverde, se montaba el capó delantero de la versión Diesel, que tenía un abultamiento, ya que estos motores eran más grandes que los franceses y no cabían en el hueco del motor. Los motores de entre 954 cc a 1905 cc de cilindrada (1124 cc a 1592 cc en España, los Talbot de carburación, que en estos modelos se les añadió encendido electrónico transistorizado para modernizarlos) eran carburados o inyectados de gasolina y diésel. El Peugeot 205 poseía el mismo motor que el Peugeot 405 (en algunas versiones).
Los modelos diésel utilizaban el motor diésel XUD7 de PSA, usado ya en el Citroën BX. Este motor XUD7 tiene una cilindrada de 1769 cc y está muy relacionado con los motores XU5 y XU9 que montaron los BX16 y BX19, así como los motores utilizados más tarde en el 205 GTI 1.6 y en el Automatic (también 1.6) y GTI 1.9 respectivamente (otros productos Peugeot/Citroën PSA, como el 305 y Talbot Horizon también como el BX, usaban el motor diésel XUD9 de 1905 cc —la misma cilindrada que los motores gasolina 1.9 del 205 GTI 1.9 y del Citroën BX—. El motor diésel XUD7 (y XUD9) fue de concepción tan similar a los Otto (de gasolina) que muchos compradores optaron por tener las prestaciones de un motor de gasolina combinado con la economía del diésel.
Cabe destacar que la versión de rally en su segunda evolución, el 205 Turbo 16 Evolution 2, conseguía extraer de su pequeño 4 cilindros de 1775 cc la gran cifra de 450 CV y un par motor de 50 mkg. Además, en 1987 Peugeot Talbot Sport preparó otro Peugeot 205 Turbo 16 Evo 2 para participar en el Pikes Peak pero, en esta ocasión, se le incorporó un motor XU de tan solo 1,8 litros en el cual se le aumentó la presión del turbo, llegando a alcanzar la desmesurada cifra de 700 CV de potencia.
El 205 fue el segundo Peugeot más fabricado, después del Peugeot 206 con producción en varios sitios (Mulhouse, Sochaux, Poissy y Madrid), alcanzando incluso la cifra de 2500 coches al día, cuando la demanda así lo exigía. En 1991 Peugeot intentó reemplazar al 205 por un modelo más pequeño y económico: el Peugeot 106; pero, aunque este modelo se vendió muy bien, la gente seguía comprando el Peugeot 205. Finalmente, en 1999 fue sustituido por el Peugeot 206. Cuando finalizó la producción el 31 de enero de 1999, se habían fabricado 5.278.000 unidades.
El Peugeot 205 GTI fue seleccionado entre 50 coches como el mejor hatchback deportivo de todos los tiempos. 

### Cifras
- Gasolina: 4 cilindros. 1.0 - 1.9 litros (1.3 - 1.4 litros comercializados en Sudamérica)
- Diésel: 4 cilindros : 1.8 litros con y sin turbo (también existía un motor de 1.9 litros atmosférico que no se vendió en España)

## Versiones
| Tipo de versión       | Carrocería                | Producción                    | Tipo de motor                           | Combustible       | Transmisión |
| 205 Junior            | 2 volúmenes 3 puertas     | 1986–1990                     | 4 cilindros 954 cc                      | Gasolina o Diésel | Manual      |
| 205 Junior            | 2 volúmenes 5 puertas     | 1987–1989                     | 4 cilindros 954 cc                      | Gasolina          | Manual      |
| 205 XE                | 2 volúmenes 3 puertas     | 1985–1991                     | 4 cilindros 954 cc                      | Gasolina          | Manual      |
| 205 Base              | 2 volúmenes 5 puertas     | 1983–1984                     | 4 cilindros 954 cc                      | Gasolina          | Manual      |
| 205 GE                | 2 volúmenes 5 puertas     | 1984–1985                     | 4 cilindros 945 cc                      | Gasolina          | Manual      |
| 205 Look              | 2 volúmenes 3 puertas     | 1989–1990                     | 4 cilindros 1124 cc                     | Gasolina          | Manual      |
| 205 Style             | 2 volúmenes 3 puertas     | 1990–1993                     | 4 cilindros 1124 cc                     | Gasolina          | Manual      |
| 205 Style             | 2 volúmenes 5 puertas     | 1990–1993                     | 4 cilindros 1124 cc                     | Gasolina          | Manual      |
| 205 XL                | 2 volúmenes 3 puertas     | 1985–1988 1984–1991           | 4 cilindros 954 cc 4 cilindros 1124 cc  | Gasolina          | Manual      |
| 205 XL                | 2 volúmenes 3 puertas     | 1990–1993                     | 4 cilindros 1580 cc                     | Gasolina          | Automático  |
| 205 GL                | 2 volúmenes 5 puertas     | 1983–1993                     | 4 cilindros 1124 cc                     | Gasolina          | Manual      |
| 205 Rallye            | 2 volúmenes 3 puertas     | 1987–1992                     | 4 cilindros 1294 cc                     | Gasolina          | Manual      |
| 205 XR                | 2 volúmenes 3 puertas     | 1984–1988 1990–1992 1988–1990 | 4 cilindros 1124 cc 4 cilindros 1360 cc | Gasolina          | Manual      |
| 205 GR                | 2 volúmenes 5 puertas     | 1983–1991 1990–1994           | 4 cilindros 1204 cc 4-cil 1124cc        | Gasolina          | Manual      |
| 205 SR                | 2 volúmenes 5 puertas     | 1987–1989                     | 4 cilindros 1294 cc                     | Gasolina          | Manual      |
| 205 Automatic         | 2 volúmenes 5 puertas     | 1986–1994                     | 4 cilindros 1580 cc                     | Gasolina          | Automático  |
| 205 XT                | 2 volúmenes 3 puertas     | 1992–1994                     | 4 cilindros 1360 cc                     | Gasolina          | Manual      |
| 205 XS                | 2 volúmenes 3 y 5 puertas | 1986–1992                     | 4 cilindros 1360 cc                     | Gasolina          | Manual      |
| 205 GT                | 2 volúmenes 5 puertas     | 1983–1987                     | 4 cilindros 1442 cc                     | Gasolina          | Manual      |
| 205 GT                | 2 volúmenes 5 puertas     | 1983–1987 1989–1993           | 4 cilindros 1360 cc                     | Gasolina          | Manual      |
| 205 GTX               | 2 volúmenes 3 puertas     | 1986–1992                     | 4 cilindros 1592 cc                     | Gasolina          | Manual      |
| 205 Roland Garros     | 2 volúmenes 3 puertas     | 1989–1990                     | 4 cilindros 1360 cc                     | Gasolina          | Manual      |
| 205 GTI               | 2 volúmenes 3 puertas     | 1984–1992 1986–1993           | 4 cilindros 1580 cc 4-cil 1905cc        | Gasolina          | Manual      |
| 205 CTi               | Techo de lona 2 puertas   | 1985–1992 1986–1992           | 4 cilindros 1580 cc 4-cil 1905cc        | Gasolina          | Manual      |
| 205 CJ                | Techo de lona 2 puertas   | 1985–1992 1986–1992           | 4 cilindros 1360 cc                     | Gasolina          | Manual      |
| 205 Style Diésel      | 2 volúmenes 3 puertas     | 1990–1993                     | 4 cilindros 1769 cc                     | Diésel            | Manual      |
| 205 Style Diésel      | 2 volúmenes 5 puertas     | 1990–1993                     | 4 cilindros 1769 cc                     | Diésel            | Manual      |
| 205 XLD               | 2 volúmenes 3 puertas     | 1984–1993                     | 4 cilindros 1769 cc                     | Diésel            | Manual      |
| 205 GLD               | 2 volúmenes 5 puertas     | 1983–1997                     | 4 cilindros 1769 cc                     | Diésel            | Manual      |
| 205 GRD               | 2 volúmenes 5 puertas     | 1983–1992                     | 4 cilindros 1769 cc                     | Diésel            | Manual      |
| 205 SRD               | 2 volúmenes 5 puertas     | 1985–1991                     | 4 cilindros 1769 cc                     | Diésel            | Manual      |
| 205 GTD               | 2 volúmenes 5 puertas     | 1988–1992                     | 4 cilindros 1769 cc                     | Diésel            | Manual      |
| 205 Diésel Turbo      | 2 volúmenes 5 puertas     | 1990–1992                     | 4 cilindros 1769 cc                     | Diésel            | Manual      |
| 205 Diésel Turbo      | 2 volúmenes 3 puertas     | 1990–1992                     | 4 cilindros 1769 cc                     | Diésel            | Manual      |
| 205 Plus Diésel Turbo | 2 volúmenes 3 puertas     | 1992                          | 4 cilindros 1769 cc                     | Diésel            | Manual      |
| 205 Plus Diésel Turbo | 2 volúmenes 5 puertas     | 1992                          | 4 cilindros 1769 cc                     | Diésel            | Manual      |
| 205 Trophy            | 2 volúmenes 5 puertas     | 1992                          | 4 cilindros 1360 cc                     | Gasolina          | Manual      |
| 205 Generation        | 2 volúmenes 3 puertas     | 1997-1999                     | 4 cilindros 1360 cc                     | Gasolina          | Manual      |
| 205 Generation        | 2 volúmenes 5 puertas     | 1997-1999                     | 4 cilindros 1360 cc                     | Gasolina          | Manual      |
| 205 Generation        | 2 volúmenes 3 puertas     | 1997-1999                     | 4 cilindros 1769 cc                     | Diésel            | Manual      |
| 205 Generation        | 2 volúmenes 5 puertas     | 1997-1999                     | 4 cilindros 1769 cc                     | Diésel            | Manual      |
| 205 Mito              | 2 volúmenes 3 y 5 puertas | 1994-1997                     | 4 cilindros 1769 cc                     | Diésel            | Manual      |
| 205 Mito              | 2 volúmenes 3 y 5 puertas | 1994-1997                     | 4 cilindros 1124 cc                     | Gasolina          | Manual      |
| 205 Mito              | 2 volúmenes 3 y 5 puertas | 1994-1997                     | 4 cilindros 1360 cc                     | Gasolina          | Manual      |

## Motorizaciones
(Deslizar hacia la izquierda para ver la tabla completa)
| Periodo                        | 1987-1992             | 1993-1994                  | 1985-1989             | 1987-1992             | 1992-1996                  | 1984-1989             | 1984-1989             | 1988-1992                                | 1987-1988             | 1988-1991             | 1991-1992             | 1992-1996                  | 1987-1993                          | 1984-1989                          | 1986-1992                 | 1992-1994                                         | 1986-1989                          | 1984-1986             | 1986-1992             | 1986-1992             | 1991-1992             | 1992-1994             | 1987-1992             | 1992-1994             | 1984-1985                                      |
| Identificación del motor       | TU9 K                 | TU9 M/Z                    | E1A                   | TU1 K                 | TU1 M/Z                    | F1                    | G1A                   | TU2 A/K                                  | TU3 A                 | TU3 A/K               | TU3 F2                | TU3 M/Z                    | TU3 S                              | 6Y2                                | XU5 C                     | XU5 M3/Z                                          | 6J2                                | XU5 J                 | XU5 JA                | XU5 JA                | XU9 J1                | XU9 J1/Z              | XU9 JA                | XU9 JA/Z              | XU8 T                                          |
| Tipo de motor                  | L4 8v, carburación    | L4 8v, inyección monopunto | L4 8v, carburación    | L4 8v, carburación    | L4 8v, inyección monopunto | L4 8v, carburación    | L4 8v, carburación    | L4 8v, doble carburación de doble cuerpo | L4 8v, carburación    | L4 8v, carburación    | L4 8v, carburación    | L4 8v, inyección monopunto | L4 8v, carburación de doble cuerpo | L4 8v, carburación de doble cuerpo | L4 8v, carburación        | L4 8v, inyección monopunto                        | L4 8v, carburación de doble cuerpo | L4 8v                 | L4 8v                 | L4 8v                 | L4 8v                 | L4 8v, catalizador    | L4 8v                 | L4 8v, catalizador    | L4 16v, inyección mecánica, turbo, intercooler |
| Diámetro x carrera             | 70.0 mm × 62.0 mm     | 70.0 mm × 62.0 mm          | 74.0 mm × 65.0 mm     | 72.0 mm × 69.0 mm     | 72.0 mm × 69.0 mm          | 74.0 mm × 70.0 mm     | 76.7 mm × 70.0 mm     | 75.0 mm × 73.2 mm                        | 75.0 mm × 77.0 mm     | 75.0 mm × 77.0 mm     | 75.0 mm × 77.0 mm     | 75.0 mm × 77.0 mm          | 75.0 mm × 77.0 mm                  | 76.7 mm × 78.0 mm                  | 83.0 mm × 73.0 mm         | 83.0 mm × 73.0 mm                                 | 80.6 mm × 78.0 mm                  | 83.0 mm × 73.0 mm     | 83.0 mm × 73.0 mm     | 83.0 mm × 73.0 mm     | 83.0 mm × 88.0 mm     | 83.0 mm × 88.0 mm     | 83.0 mm × 88.0 mm     | 83.0 mm × 88.0 mm     | 83.0 mm × 82.0 mm                              |
| Cilindrada                     | 954 cm³               | 954 cm³                    | 1118 cm³              | 1124 cm³              | 1124 cm³                   | 1204 cm³              | 1294 cm³              | 1294 cm³                                 | 1360 cm³              | 1360 cm³              | 1360 cm³              | 1360 cm³                   | 1360 cm³                           | 1442 cm³                           | 1580 cm³                  | 1580 cm³                                          | 1592 cm³                           | 1580 cm³              | 1580 cm³              | 1580 cm³              | 1905 cm³              | 1905 cm³              | 1905 cm³              | 1905 cm³              | 1775 cm³                                       |
| Relación de compresión         | 9.4: 1                | 9.4: 1                     | 9.6: 1                | 9.7: 1                | 9.4: 1                     | 9.5: 1                | 9.5: 1                | 9.6: 1                                   | 9.3: 1                | 9.3: 1                | 9.3: 1                | 9.3: 1                     | 9.3: 1                             | 9.5: 1                             | 9.4: 1                    | 8.9: 1                                            | 9.35: 1                            | 9.8: 1                | 9.2: 1                | 9.2: 1                | 9.3: 1                | 9.3: 1                | 9.6: 1                | 9.6: 1                | 6.5: 1                                         |
| Potencia máxima: CV (kW) @ rpm | 45 CV (32 kW) @ 5200  | 50 CV (37 kW) @ 6000       | 55 CV (40 kW) @ 6000  | 55 CV (40 kW) @ 5800  | 60 CV (44 kW) @ 6200       | 63 CV (46 kW) @ 6000  | 65 CV (48 kW) @ 5600  | 103 CV (76 kW) @ 6800                    | 65 CV (48 kW) @ 5400  | 70 CV (51 kW) @ 5700  | 75 CV (55 kW) @ 5800  | 75 CV (55 kW) @ 6200       | 85 CV (62 kW) @ 6400               | 83 CV (61 kW) @ 5600               | 80 CV (58 kW) @ 5600      | 90 CV (65 kW) @ 6400                              | 94 CV (69 kW) @ 5600               | 105 CV (77 kW) @ 6250 | 115 CV (86 kW) @ 6250 | 115 CV (86 kW) @ 6250 | 105 CV (77 kW) @ 6000 | 102 CV (75 kW) @ 6200 | 128 CV (94 kW) @ 6000 | 122 CV (90 kW) @ 6000 | 200 CV (147 kW) @ 6750                         |
| Par máximo: Nm @ rpm           | 70 Nm @ 3200          | 73.5 Nm @ 3700             | 80 Nm @ 3400          | 87.5 Nm @ 3200        | 87.5 Nm @ 3800             | 91 Nm @ 3600          | 103 Nm @ 2800         | 118 Nm @ 5000                            | 110 Nm @ 3000         | 111 Nm @ 3400         | 114 Nm @ 3800         | 109 Nm @ 4000              | 116 @ 4000                         | 120 Nm @ 3000                      | 130 Nm @ 2800             | 128 Nm @ 3000                                     | 132 Nm @ 4000                      | 137 Nm @ 4000         | 131 Nm @ 4000         | 131 Nm @ 4000         | 142 Nm @ 3200         | 141 Nm @ 3000         | 161 Nm @ 4750         | 156 Nm @ 3000         | 260 Nm @ 4000                                  |
| Tracción                       | Delantera             | Delantera                  | Delantera             | Delantera             | Delantera                  | Delantera             | Delantera             | Delantera                                | Delantera             | Delantera             | Delantera             | Delantera                  | Delantera                          | Delantera                          | Delantera                 | Delantera                                         | Delantera                          | Delantera             | Delantera             | Delantera             | Delantera             | Delantera             | Delantera             | Delantera             | Total                                          |
| Transmisión                    | Manual, 4 velocidades | Manual, 4 velocidades      | Manual, 4 velocidades | Manual, 5 velocidades | Manual, 5 velocidades      | Manual, 5 velocidades | Manual, 5 velocidades | Manual, 5 velocidades                    | Manual, 4 velocidades | Manual, 5 velocidades | Manual, 5 velocidades | Manual, 5 velocidades      | Manual, 5 velocidades              | Manual, 5 velocidades              | Automática, 4 velocidades | Manual, 5 velocidades / Automática, 4 velocidades | Manual, 5 velocidades              | Manual, 5 velocidades | Manual, 5 velocidades | Manual, 5 velocidades | Manual, 5 velocidades | Manual, 5 velocidades | Manual, 5 velocidades | Manual, 5 velocidades | Manual, 5 velocidades                          |
| Aceleración 0–100 km/h         | 18.8 s                | 17.9 s                     | 16.7 s                | 14.6 s                | 13.9 s                     | -                     | -                     | 9.6 s                                    | 13.6 s                | 12.2 s                | 11.8 s                | 11.6 s                     | 10.6 s                             | -                                  | -                         | 10.2 s                                            | -                                  | 9.5 s                 | 9.1 s                 | 9.7 s                 | 10.3 s                | 10.3 s                | 7.8 s                 | 8.6 s                 | 6.8 s                                          |
| Velocidad máxima               | 143 km/h              | 148 km/h                   | 151 km/h              | 157 km/h              | 164 km/h                   | -                     | -                     | 190 km/h                                 | 163 km/h              | 167 km/h              | 172 km/h              | 170 km/h                   | 178 km/h                           | -                                  | 163 km/h                  | 180 km/h                                          | -                                  | 190 km/h              | 196 km/h              | 190 km/h              | 192 km/h              | 192 km/h              | 206 km/h              | 196 km/h              | 214 km/h                                       |
| Consumo combinado (L/100 km)   | 5.9                   | 6.2                        | 6.3                   | 6.7                   | 6.2                        | -                     | -                     | 8.2                                      | 6.3                   | 6.5                   | 6.9                   | 7.1                        | 7.0                                | -                                  | 7.8                       | 7.7                                               | -                                  | 7.8                   | 8.0                   | 8.0                   | 8.9                   | 9.1                   | 8.5                   | 8.7                   | -                                              |

| Periodo                        | 1984-1992             | 1992-1996             | 1990-1996             |           |           |
| Identificación del motor       | XUD7 K                | XUD7 Z                | XUD7 T/K              |           |           |
| Tipo de motor                  | L4 8v                 | L4 8v                 | L4 8v, turbo          |           |           |
| Diámetro x carrera             | 80.0 mm × 88.0 mm     | 80.0 mm × 88.0 mm     | 80.0 mm × 88.0 mm     |           |           |
| Cilindrada                     | 1769 cm³              | 1769 cm³              | 1769 cm³              |           |           |
| Relación de compresión         | 23.0: 1               | 23.0: 1               | 22.0: 1               |           |           |
| Potencia máxima: CV (kW) @ rpm | 60 CV (44 kW) @ 4600  | 60 CV (44 kW) @ 4600  | 78 CV (57 kW) @ 4300  |           |           |
| Par máximo: Nm @ rpm           | 110 Nm @ 2000         | 110 Nm @ 2000         | 157 Nm @ 2100         |           |           |
| Tracción                       | Delantera             | Delantera             | Delantera             | Delantera | Delantera |
| Transmisión                    | Manual, 5 velocidades | Manual, 5 velocidades | Manual, 5 velocidades |           |           |
| Aceleración 0–100 km/h         | 15.1 s                | 15.1 s                | 12.3 s                |           |           |
| Velocidad máxima               | 155 km/h              | 155 km/h              | 175 km/h              |           |           |
| Consumo combinado (L/100 km)   | 5.6                   | 5.6                   | 6.1                   |           |           |

## Prototipos
La empresa carrocera española Emelba diseñó una versión descapotable del Peugeot 205, denominada «Peugeot 205 Cabrio Emelba». Este 205 fue presentado en el Salón del Automóvil de Barcelona en 1985. No tenía barras antivuelco como el descapotable de Peugeot, tenía unas formas muy limpias, y quedó como prototipo único. Los bajos estaban reforzados para aportar rigidez al conjunto y la capota quedaba guardada en un arcón cubierto del mismo color de la carrocería. El maletero quedaba muy reducido.

## Competición
Peugeot compitió durante los años 80 en el campeonato del mundo de rally con una versión de rally del 205 homologada como Grupo B al que llamó 205 Turbo 16. Disputó solamente tres temporadas y logró 16 victorias y cuatro títulos: dos de pilotos - Timo Salonen y Juha Kankkunen - y dos de constructores. Tras la prohibición de los grupos B, la marca destinó el 205 al Rally Dakar donde de nuevo logró buenos resultados venciendo en 1987 y 1988 y posteriormente en una versión camuflada bajo la carrocería del Peugeot 405, al que llamaron Peugeot 405 Turbo 16. Los pilotos que lo pilotaron fueron Ari Vatanen, que ganó en 1987, 1989 y 1990, y Juha Kankkunen, haciendo lo mismo en 1988. También fue usado en la mítica carrera de montaña la Pikes Peak International Hill Climb.

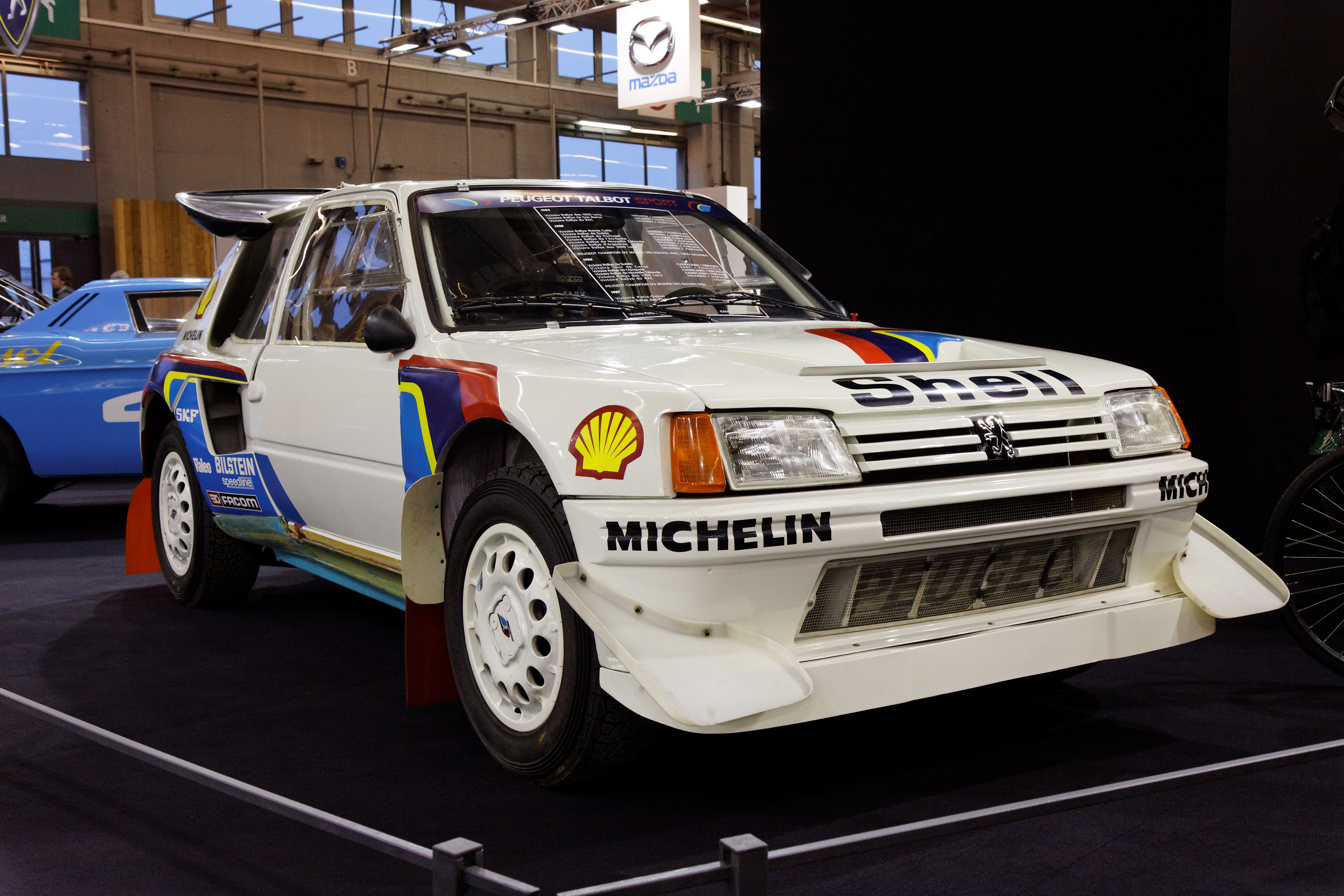
Peugeot 205 Turbo 16 competición.
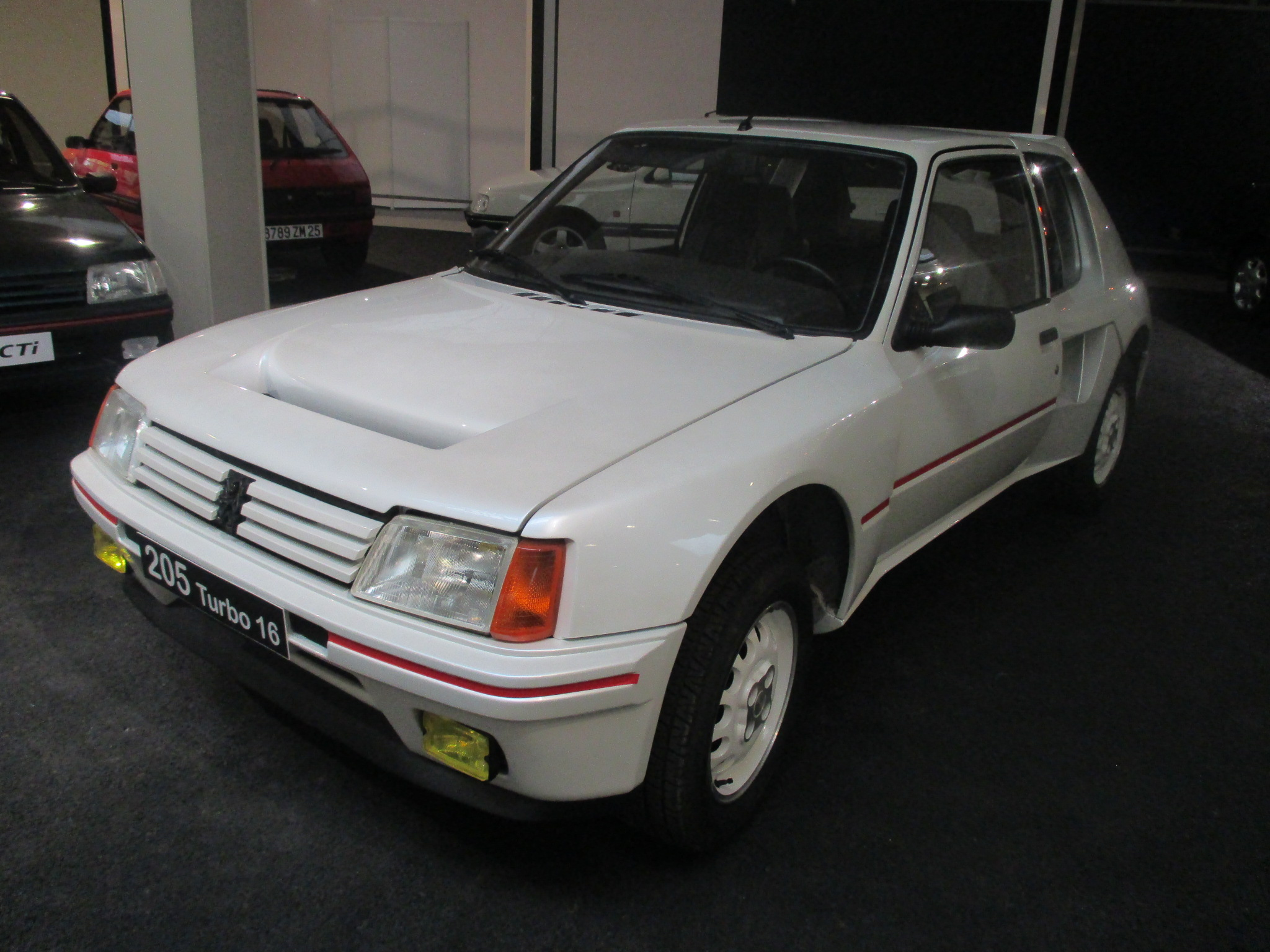
Se homologaría como versión de calle en una serie limitada de 200 unidades..

## Premios
- 1985: el Peugeot 205 es nombrado Coche del Año en España.[3]